# Electronic System
Electronic System is een Belgische synthesizergroep van Dan Lacksman (ook bekend van Telex).

## Discografie
- Coconut (7" - Omega International, 1972)
  - Coconut (2:30)
  - You're Gonna Be My Friend
- Top Tang' (7" - Omega International, 1973)
  - Top Tang'
  - Electronic Fair
- Disco Machine (LP - Targa Records, 1977)
  - Flight To Tokyo (6:11)
  - Cosmos Trip (5:12)
  - Flight To Venus (5:37)
  - Sailing To An Unknown Planet (5:35)
  - Time Trip (4:51)
  - Rock Machine (4:02)
  - Back Home (2:45)
- Disco Machine (LP - Musique Belgique Archive, 1977)
  - Flight To Tokyo
  - Cosmos Trip
  - Fly To Venus
  - Sailing To An Unknown Planet
  - Time Trip
  - Rock Machine
  - Back Home
- Disco Machine (CD - Musique Belgique Archive)
  - Heruitgave van de originele opname van 1977

'Fly to Venus' werd in 2001 gesampled door The Chemical Brothers en is te horen op de single Star Guitar.
| Single met eventuele hitnotering(en) in de Nederlandse Top 40 | Datum van verschijnen | Datum van binnenkomst | Hoogste positie | Aantal weken | Opmerkingen |
| ------------------------------------------------------------- | --------------------- | --------------------- | --------------- | ------------ | ----------- |
| Coconut                                                       |                       | 24-2-1973             | 20              | 4            |             |